# مارک فیلیپوسیس
 مارک فیلیپوسیس (یونانی: Μαρκ Φιλιππούσης؛ زاده ۷ نوامبر ۱۹۷۶) یک تنیس‌باز اهل استرالیا است.